# Silvanana omani
Silvanana omani är en insektsart som beskrevs av Metcalf 1947. Silvanana omani ingår i släktet Silvanana och familjen Lophopidae. Inga underarter finns listade i Catalogue of Life.